# Guettarda nervosa
Guettarda nervosa är en måreväxtart som beskrevs av Ignatz Urban och Erik Leonard Ekman. Guettarda nervosa ingår i släktet Guettarda och familjen måreväxter.
Artens utbredningsområde är Kuba. Inga underarter finns listade i Catalogue of Life.